# Éliminatoires du Championnat d'Europe de football 1996, groupe 5
Cet article donne le calendrier, les résultats des matches ainsi que le classement du groupe 5 des éliminatoires de l'Euro 1996.

## Classement
| Rang | Équipe      | Pts | J  | G | N | P | Bp | Bc | Diff |  | Résultats (▼ dom., ► ext.) |     |     |     |     |     |     |
| ---- | ----------- | --- | -- | - | - | - | -- | -- | ---- |  | -------------------------- | --- | --- | --- | --- | --- | --- |
| 1    | Tchéquie    | 21  | 10 | 6 | 3 | 1 | 21 | 6  | +15  |  | Tchéquie                   |     | 3-1 | 2-0 | 4-2 | 3-0 | 6-1 |
| 2    | Pays-Bas    | 20  | 10 | 6 | 2 | 2 | 23 | 5  | +18  |  | Pays-Bas                   | 0-0 |     | 3-0 | 1-0 | 5-0 | 4-0 |
| 3    | Norvège     | 20  | 10 | 6 | 2 | 2 | 17 | 7  | +10  |  | Norvège                    | 1-1 | 1-1 |     | 1-0 | 5-0 | 2-0 |
| 4    | Biélorussie | 11  | 10 | 3 | 2 | 5 | 8  | 13 | -5   |  | Biélorussie                | 0-2 | 1-0 | 0-4 |     | 2-0 | 1-1 |
| 5    | Luxembourg  | 10  | 10 | 3 | 1 | 6 | 3  | 21 | -18  |  | Luxembourg                 | 1-0 | 0-4 | 0-2 | 0-0 |     | 1-0 |
| 6    | Malte       | 2   | 10 | 0 | 2 | 8 | 2  | 22 | -20  |  | Malte                      | 0-0 | 0-4 | 0-1 | 0-2 | 0-1 |     |

## Résultats et calendrier
| 6 septembre 1994 | Tchéquie                                                       | 6 - 1 | Malte            | Bazaly, Ostrava                                |                                                |
|                  | Šmejkal 5e (pen.) · Kubík 32e · Siegl 34e 60e 77e · Berger 86e |       | 63e Laferla (en) | Spectateurs : 10 226 Arbitrage : Loizos Loizou | Spectateurs : 10 226 Arbitrage : Loizos Loizou |

| 7 septembre 1994 | Luxembourg | 0 - 4 | Pays-Bas                                | Stade Josy-Barthel, Luxembourg              |                                             |
|                  |            |       | 23e Roy · 65e 67e R. de Boer · 90e Jonk | Spectateurs : 8 120 Arbitrage : Alan Snoddy | Spectateurs : 8 120 Arbitrage : Alan Snoddy |

| 7 septembre 1994 | Norvège     | 1 - 0 | Biélorussie | Ullevaal Stadion, Oslo                        |                                               |
|                  | Frigård 88e |       |             | Spectateurs : 16 739 Arbitrage : Guy Goethals | Spectateurs : 16 739 Arbitrage : Guy Goethals |

| 12 octobre 1994 | Malte | 0 - 0 | Tchéquie | Ta' Qali Stadium, Ta' Qali                             |
|                 |       |       |          | Spectateurs : 3 088 Arbitrage : Jorge Monteiro Coroado |

| 12 octobre 1994 | Norvège           | 1 - 1 | Pays-Bas | Ullevaal Stadion, Oslo                           |                                                  |
|                 | Rekdal 52e (pen.) |       | 22e Roy  | Spectateurs : 22 293 Arbitrage : James McCluskey | Spectateurs : 22 293 Arbitrage : James McCluskey |

| 12 octobre 1994 | Biélorussie                           | 2 - 0 | Luxembourg | Stade Dinamo, Minsk                              |                                                  |
|                 | Romaschenko (en) 68e · Gerasimets 76e |       |            | Spectateurs : 6 549 Arbitrage : Richard O'Hanlon | Spectateurs : 6 549 Arbitrage : Richard O'Hanlon |

| 16 novembre 1994 | Biélorussie | 0 - 4 | Norvège                                               | Stade Dinamo, Minsk                         |                                             |
|                  |             |       | 44e Berg · 39e Leonhardsen · 52e Bohinen · 83e Rekdal | Spectateurs : 5 711 Arbitrage : Lube Spasov | Spectateurs : 5 711 Arbitrage : Lube Spasov |

| 16 novembre 1994 | Pays-Bas | 0 - 0 | Tchéquie | De Kuip, Rotterdam                           |
|                  |          |       |          | Spectateurs : 41 155 Arbitrage : Sándor Puhl |

| 14 décembre 1994 | Pays-Bas                                                      | 5 - 0 | Luxembourg | De Kuip, Rotterdam                             |                                                |
|                  | Mulder 7e · Roy 17e · Jonk 40e · R. de Boer 52e · Seedorf 90e |       |            | Spectateurs : 26 000 Arbitrage : Daniel Roduit | Spectateurs : 26 000 Arbitrage : Daniel Roduit |

| 14 décembre 1994 | Malte | 0 - 1 | Norvège      | Ta' Qali Stadium, Ta' Qali                     |                                                |
|                  |       |       | 10e Fjørtoft | Spectateurs : 5 717 Arbitrage : Gianni Beschin | Spectateurs : 5 717 Arbitrage : Gianni Beschin |

| 22 février 1995 | Malte | 0 - 1 | Luxembourg  | Ta' Qali Stadium, Ta' Qali                   |                                              |
|                 |       |       | 55e Cardoni | Spectateurs : 7 327 Arbitrage : Mateo Beusan | Spectateurs : 7 327 Arbitrage : Mateo Beusan |

| 29 mars 1995 | Luxembourg | 0 - 2 | Norvège                         | Stade Josy-Barthel, Luxembourg                   |                                                  |
|              |            |       | 35e Leonhardsen · 77e Aase (en) | Spectateurs : 3 031 Arbitrage : Nikolaï Levnikov | Spectateurs : 3 031 Arbitrage : Nikolaï Levnikov |

| 29 mars 1995 | Pays-Bas                                               | 4 - 0 | Malte | De Kuip, Rotterdam                                  |                                                     |
|              | Seedorf 38e · Bergkamp 77e · Winter 79e · Kluivert 84e |       |       | Spectateurs : 30 288 Arbitrage : Gylfi Thór Orrason | Spectateurs : 30 288 Arbitrage : Gylfi Thór Orrason |

| 29 mars 1995 | Tchéquie                              | 4 - 2 | Biélorussie                              | Bazaly, Ostrava                                  |                                                  |
|              | Kadlec 5e · Berger 17e 62e · Kuka 68e |       | 45e (pen.) Gerasimets · 88e Gourinovitch | Spectateurs : 5 549 Arbitrage : Gilles Veissière | Spectateurs : 5 549 Arbitrage : Gilles Veissière |

| 26 avril 1995 | Biélorussie     | 1 - 1 | Malte        | Stade Dinamo, Minsk                             |                                                 |
|               | Taykow (en) 57e |       | 71e Carabott | Spectateurs : 6 915 Arbitrage : Ladislav Gadoši | Spectateurs : 6 915 Arbitrage : Ladislav Gadoši |

| 26 avril 1995 | Tchéquie                                | 3 - 1 | Pays-Bas | Stade Letná, Prague                           |                                               |
|               | Skuhravý 49e · Němeček 57e · Berger 62e |       | 7e Jonk  | Spectateurs : 17 463 Arbitrage : Hellmut Krug | Spectateurs : 17 463 Arbitrage : Hellmut Krug |

| 26 avril 1995 | Norvège                                                             | 5 - 0 | Luxembourg | Ullevaal Stadion, Oslo                                |                                                       |
|               | Jakobsen 11e · Fjørtoft 12e · Brattbakk 24e · Berg 46e · Rekdal 52e |       |            | Spectateurs : 15 124 Arbitrage : John Ferry (arbitre) | Spectateurs : 15 124 Arbitrage : John Ferry (arbitre) |

| 7 juin 1995 | Luxembourg  | 1 - 0 | Tchéquie | Stade Josy-Barthel, Luxembourg              |                                             |
|             | Hellers 89e |       |          | Spectateurs : 1 030 Arbitrage : John Ashman | Spectateurs : 1 030 Arbitrage : John Ashman |

| 7 juin 1995 | Norvège                | 2 - 0 | Malte | Ullevaal Stadion, Oslo                               |                                                      |
|             | Fjørtoft 43e · Flo 88e |       |       | Spectateurs : 15 180 Arbitrage : Zbigniew Przesmycki | Spectateurs : 15 180 Arbitrage : Zbigniew Przesmycki |

| 7 juin 1995 | Biélorussie    | 1 - 0 | Pays-Bas | Stade Dinamo, Minsk                               |                                                   |
|             | Gerasimets 27e |       |          | Spectateurs : 20 633 Arbitrage : Adrian Porumboiu | Spectateurs : 20 633 Arbitrage : Adrian Porumboiu |

| 16 août 1995 | Norvège  | 1 - 1 | Tchéquie       | Ullevaal Stadion, Oslo                            |                                                   |
|              | Berg 27e |       | 85e Suchopárek | Spectateurs : 22 054 Arbitrage : Sergei Khusainov | Spectateurs : 22 054 Arbitrage : Sergei Khusainov |

| 6 septembre 1995 | Tchéquie                        | 2 - 0 | Norvège | Stade Letná, Prague                                 |                                                     |
|                  | Skuhravý 6e (pen.) · Drulák 87e |       |         | Spectateurs : 19 522 Arbitrage : Kurt Röthlisberger | Spectateurs : 19 522 Arbitrage : Kurt Röthlisberger |

| 6 septembre 1995 | Pays-Bas   | 1 - 0 | Biélorussie | De Kuip, Rotterdam                               |                                                  |
|                  | Mulder 83e |       |             | Spectateurs : 18 830 Arbitrage : Robert Sedlacek | Spectateurs : 18 830 Arbitrage : Robert Sedlacek |

| 6 septembre 1995 | Luxembourg | 1 - 0 | Malte | Stade Josy-Barthel, Luxembourg                     |                                                    |
|                  | Holtz 44e  |       |       | Spectateurs : 4 809 Arbitrage : Algirdas Dubinskas | Spectateurs : 4 809 Arbitrage : Algirdas Dubinskas |

| 7 octobre 1995 | Biélorussie | 0 - 2 | Tchéquie                | Stade Dinamo, Minsk                          |                                              |
|                |             |       | 25e Frýdek · 84e Berger | Spectateurs : 6 801 Arbitrage : Anders Frisk | Spectateurs : 6 801 Arbitrage : Anders Frisk |

| 11 octobre 1995 | Malte | 0 - 4 | Pays-Bas                           | Ta' Qali Stadium, Ta' Qali                          |                                                     |
|                 |       |       | 52e 61e 66e Overmars · 82e Seedorf | Spectateurs : 10 502 Arbitrage : Kim Milton Nielsen | Spectateurs : 10 502 Arbitrage : Kim Milton Nielsen |

| 11 octobre 1995 | Luxembourg | 0 - 0 | Biélorussie | Stade Josy-Barthel, Luxembourg              |
|                 |            |       |             | Spectateurs : 4 272 Arbitrage : Paul Durkin |

| 12 novembre 1995 | Malte | 0 - 2 | Biélorussie        | Ta' Qali Stadium, Ta' Qali                  |                                             |
|                  |       |       | 79e 83e Gerasimets | Spectateurs : 3 025 Arbitrage : Metin Tokat | Spectateurs : 3 025 Arbitrage : Metin Tokat |

| 15 novembre 1995 | Tchéquie                    | 3 - 0 | Luxembourg | Stade Letná, Prague                            |                                                |
|                  | Drulák 37e 46e · Berger 57e |       |            | Spectateurs : 20 239 Arbitrage : Alfred Wieser | Spectateurs : 20 239 Arbitrage : Alfred Wieser |

| 15 novembre 1995 | Pays-Bas                                | 3 - 0 | Norvège | De Kuip, Rotterdam                                |                                                   |
|                  | Seedorf 47e · Mulder 88e · Overmars 89e |       |         | Spectateurs : 42 325 Arbitrage : Dermot Gallagher | Spectateurs : 42 325 Arbitrage : Dermot Gallagher |